# Guilty Pleasures (película)
Guilty Pleasures es una película dramática nigeriana de 2009 dirigida por Desmond Elliot y Daniel Ademinokan, protagonizada por Ramsey Nouah, Majid Michel y Nse Ikpe-Etim. Fue nominada en la categoría Mejor Guion en la sexta edición de los Africa Movie Academy Awards.

## Elenco
- Ramsey Nouah como Terso
- Majid Michel como Bobby
- Nse Ikpe Etim como Liz
- Mercy Johnson como Boma
- Omoni Oboli como Nse
- Desmond Elliot como Mr Okoro
- Rukky Sanda como Chidinma
- Beverly Naya como Bella

## Recepción
Nollywood Reinvented le otorgó una calificación de 3 de 5 estrellas, elogió a los actores de la película y señaló que la trama tenía aspectos derivados y algo de originalidad. Joy Isi Bewaji, de Nigeria Entertainment Today, elogió la interpretación de los roles de los actores del reparto y describió la trama como "sutilmente desentrañable".